# Decisión Comunidad Cristiana Evangélica

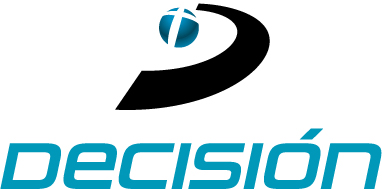

La Comunidad Cristiana Evangélica Decisión es una entidad cristiana evangélica sin ánimo de lucro (ONG) fundada en Madrid en febrero de 1977 que lleva a cabo varios proyectos de ayuda humanitaria, social y espiritual.

## Historia
La organización fue fundada en 1977 por Juan Blake, misionero de la Asociación Evangelística Billy Graham, que contó desde el principio con la colaboración de José Luis Briones entre otros colaboradores, para la organización de eventos y recursos de apoyo a las Iglesias Evangélica en su labor de apostolado y evangelización. En 1991 la entidad se independiza de la matriz (La Asociación Evangelística Billy Graham) , con la que sigue manteniendo una buena relación.
Desde 2003 Decisión está dirigida por el pastor y comunicador evangélico Jose Pablo Sánchez, que comparte esta tarea con la dirección del programa de TVE Buenas Noticias TV, que se emite los domingos por la mañana en La 2.  Con su dirección, se ha mantenido el enfoque de años anteriores y se han iniciado proyectos como las exposiciones Huellas del Cristianismo en el Arte, Martin Luther King, Los Objetivos del Milenio y Jesús de Nazaret, así como la puesta en marcha junto con su esposa Jane Blake de  Operación Niño de la Navidad en España.

## Proyectos pasados
- Festimadrid[2] - Mayor evento evangélico de la historia de España con 55.000 asistentes.
- Mi Esperanza[3] - Proyecto de dar a conocer la fe evangélica en el contexto de tres programas televisivos publicados en 2011.

## Proyectos presentes
- Jornadas Internacional de Convivencia[4] - Voluntariado de jóvenes para ayudar social y espiritualmente a los pueblos de España.
- Operación Niño de la Navidad[5] - Mayor proyecto infantil navideño del mundo. Se reparten más de 9.000.000 de cajitas de zapatos repletas de regalos anualmente a niños y niñas en necesidad.
- Festival Phos[6] - Concurso de videoclips cortos que expliquen la fe cristiana
- Una oración por España[7] - Web para promover que los cristianos de todo el mundo oren por la necesidad espiritual de los pueblos de España.